# Steinenbach (Wiese)
Der Steinenbach ist ein rechter Nebenfluss der Wiese, dessen Einzugsgebiet insbesondere die Gemeinde Steinen umfasst. Der Oberlauf trägt den Namen Höllbach und der Mittellauf wird lokal als Klosterbach bezeichnet. Erst im letzten Abschnitt wird er auch in der Umgangssprache mit dem Namen Steinenbach belegt. Unter diesem Namen wird der Bach im Amtlichen Digitalen Wasserwirtschaftlichen Gewässernetz (AWGN) geführt.
Im lokalen Sprachgebrauch geht man davon aus, dass nur der Unterlauf der Steinenbach ist, der zwei Quellbäche hat – den Klosterbach und den Weitenauerbach (Schwammerich). Dem Klosterbach werden ebenfalls zwei Quellbäche zugeschrieben – der Höllbach und das Aubächle.

## Geographie

### Verlauf

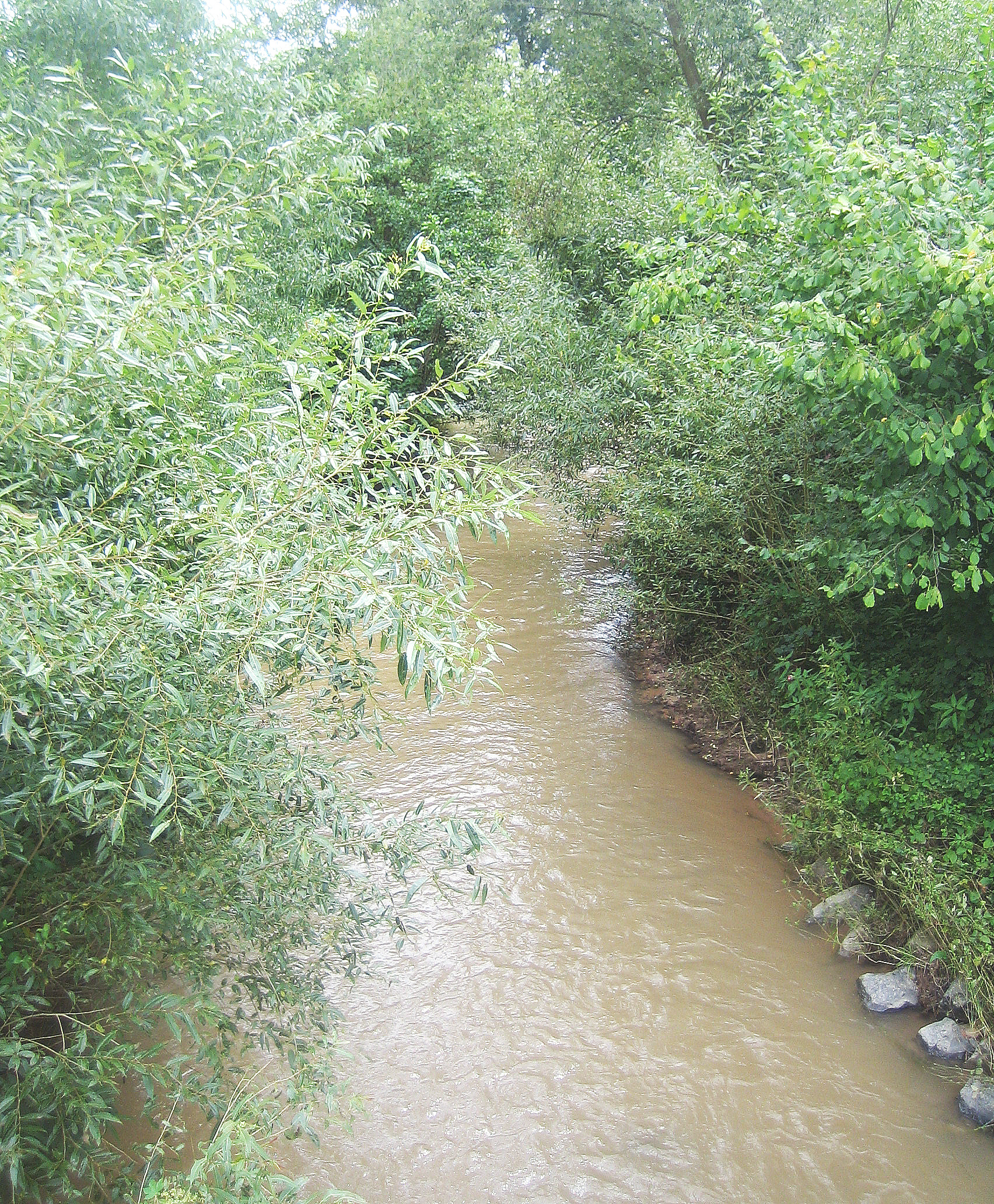
Der Steinenbach zwischen Steinen und Hauingen

Der Steinenbach entspringt als Höllbach am Fuß des Wambacher Wasen und des Schlöttleberges auf einer Höhe von 835 Metern. Er fließt in südlicher Richtung bis Schlächtenhaus, wobei er beim Rathaus in Endenburg (ca. 650 m) seinen Weg durch die wildromantische Höllschlucht nimmt und bis Schlächtenhaus (ca. 394 m) einen Höhenunterschied von ca. 250 Metern überwindet. Nach Schlächtenhaus fließt der Bach mit deutlich geringerem Gefälle als Klosterbach weiter nach Süden Richtung Steinen, wobei er etwa auf halbem Wege das ehemalige Kloster Weitenau passiert. Etwa einen Kilometer vor Steinen – am Häfnetbuck – nimmt er den von Weitenau kommenden bedeutendsten Zufluss, den Schwammerich (auch: Weitenauerbach, Schwemmerich) auf und fließt nun als Steinenbach immer noch südwärts nach Steinen. Am Ortseingang wendet sich der Bach nach Südwesten. Nach etwa 2,5 Kilometern nimmt er seinen zweitwichtigsten Zufluss, den Heilisaubach auf. Nach etwa einem weiteren Kilometer mündet er nach insgesamt etwa 14 km im Lörracher Ortsteil Hauingen (ca. 310 m) von rechts und Norden in die Wiese, nachdem er kurz zuvor die Bundesstraße 317 unterquert hat.

### Einzugsgebiet
Das Wassereinzugsgebiet des Steinenbachs umfasst ca. 46 Quadratkilometer. Zu ihm gehören fast die gesamte rechts der Wiese liegende Fläche der Gemeinde Steinen sowie fast die Hälfte der Teilortgemarkung Hauingen von Lörrach.

### Zuflüsse
Folgende Bäche fließen von der Quelle bis zur Mündung dem Steinenbach zu (je mit Zuflussseite, GKZ, Länge und allenfalls Einzugsgebiet:); nur vereinzelt auch mit Zuflüssen höherer Ordnung:
- (l) Schlöttlebach (Ruschengraben) (GKZ 2328112; 0,9 km)
- (l) Schluchtebach (GKZ 2328114; 1,1 km)
- (l) Saulochgraben (GKZ 232812; 2,6 km und 2,1 km²)
- (l) Schneckenmattgraben (GKZ 2328132; 1,3 km)
- (r) Aubächle (GKZ 232814; 3,9 km und 4,7 km²)
- (l) Talmattbach (GKZ 2328152; 0,8 km)
- (r) Hörnetbächle (GKZ 2328154; 1,5 km)
- (l) Kleine Donau (GKZ 2328156; 1,7 km)
- (l) Rotenbach (GKZ 232816; 1,2 km und 0,7 km²)
- (l) Krebsbach[9] (GKZ 2328192; 1,3 km)
- (r) Schüpflinsgraben (GKZ 2328194; 0,5 km)
- (l) Schwammerich oder Weitenauerbach (GKZ 23282; 7,9 km und 11,7 km²)
  - (r) Füllenbach (GKZ 232828; 2,0 km)
- (l) Moosmattbach (Neugraben) (GKZ 232832; 2,2 km)
- (r) Lochmattbach (GKZ 232834; 1,3 km)
- (r) Neumattgraben (GKZ 232836; 1,9 km)
- (r) Heilisaubach (GKZ 23284; 6,0 km und 9,0 km²)
  - (r) Stegenbach (GKZ 232842; 2,8 km)
  - (l) Fahrenbach (GKZ 232844; 2,1 km)

Alle Fließgewässer im Flusssystem des Steinenbachs finden sich in der Liste der Fließgewässer im Flusssystem Wiese.

## Hochwasser und Schutzmaßnahmen
Die Hochwasser des Steinenbachs haben über die Jahrhunderte immer wieder beträchtlichen Schaden angerichtet. Berichtet wurde über ein schweres Hochwasser 1758. Die Umsetzung der damals geplanten Maßnahmen verzögerte sich auch wegen Streitigkeiten mit der Gemeinde Hägelberg und musste in den 1790er Jahren wegen der Kriegswirren unterbrochen werden. 1824 wurden die Planungen zur Korrektion des Steinenbachs unter dem Vogt Johann Michael Scheffelt wieder aufgenommen und in den Jahren 1827–1832 realisiert. Allerdings musste nach einem Hochwasser 1845 und nochmals 1857 nachgebessert werden. Weitere für 1913 geplante Wasserschutzmaßnahmen wurden wegen des sich anbahnenden Krieges nicht begonnen. Ein weiteres schweres Hochwasser traf Steinen im Winter 1919/1920.